# Luís I de Blois

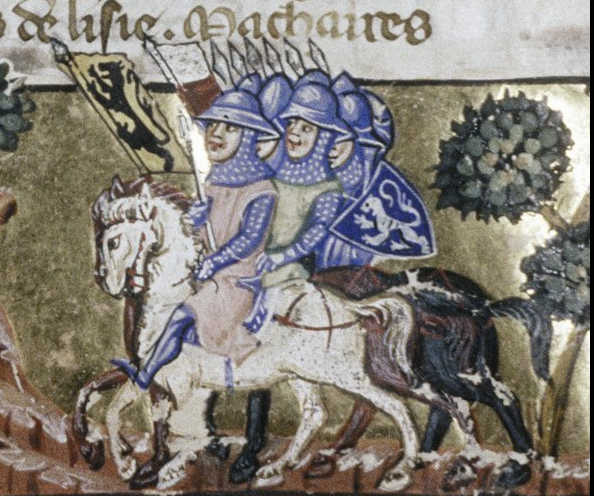
Luís I e Balduíno de Flandres durante o cerco de Constantinopla.

Luís I de Blois (1172–14 de abril de 1205 (33 anos)) foi o conde de Blois entre 1191 e 1205. Ele era filho de Teobaldo V e Alice da França. Seus avós maternos eram Luís VII da França e sua primeira esposa, Leonor de Aquitânia.
Ele promulgou um decreto em 1196 abolindo a servidão em seus domínios.

## Participação na Quarta Cruzada
No Torneio de Écry-sur-Aisne em 28 de novembro de 1199, Luís e seu primo, Teobaldo III de Champagne, foram os primeiros nobres importantes a responderem ao chamado do papa Inocêncio III por uma Quarta Cruzada. Ele deixou a França em 1202 e, em julho de 1203, durante o cerco de Constantinopla, já liderava uma das oito divisões do exército cruzado - os demais comandantes incluíam Bonifácio I de Montferrat (o comandante geral), o doge Enrico Dandolo (comandante dos venezianos), Balduíno de Flandres (que comandava a maior divisão e tornou-se o imperador) e o irmão dele, Henrique. Luís foi acometido de uma severa febre nos meses seguintes e não participou da conquista de Constantinopla em 1204. Ele estava muito doente para participar das incursões de seus homens na Ásia Menor, onde ele foi nomeado primeiro duque de Niceia, um título que ele jamais reivindicou.
Ele acabara de se recuperar quando participou da Batalha de Adrianópolis, onde acabou morto por uma força de cumanos liderada por Joanitzes da Bulgária. Ele perseguia os adversários em fuga, mas foi longe demais, exaurindo seus homens e cavalos, e espalhando-os por uma grande planície, onde ele e o imperador Balduíno se viram numa armadilha mortal.

## Família
Ele se casou com Catarina, condessa de Clermont-en-Beauvaisis, que deu-lhe três filhos:
1. Raul e Joana, que morreram jovens.
2. Teobaldo VI de Blois (m. 1218)[1][4]